# Pappochroma
Pappochroma é um proposto género botânico pertencente à família Asteraceae. Existe alguma discordância entre autores sobre a validade de Pappochroma como género independente, já que diversas das suas espécies são propostas pertencerem a outros géneros, incluindo Erigeron, Lagenithrix e Lagenopappus.